# Hippocamelus
Hippocamelus, llamados vulgarmente huemul, es un género de mamíferos rumiantes de tamaño mediano de la familia Cervidae; habitan la cordillera de los Andes (Sudamérica). Con una altura en la cruz de entre 80 y 100 cm y un peso que va de 40 a 100 kg, estos ciervos se caracterizan por tener un cuerpo relativamente robusto, y en los machos, un par de astas con dos puntas cada uno.

## Especies
El género de los huemules abarca 4 especies.
Especies vivientes
- Hippocamelus antisensis taruca o huemul del norte;
- Hippocamelus bisulcus huemul patagónico, o huemul del sur.

Especies extintas (solo conocidas por el registro fósiles)
- Hippocamelus percultus (Ameghino, 1902)[3]
- Hippocamelus sulcatus (Ameghino, 1888)[4]

## Aspecto morfológico
El aspecto externo del género se asemeja al de un íbice, de tronco robusto y patas cortas para mantener un centro de gravedad bajo, características típicas de animales de alta montaña. La altura en la cruz es de 70-80 cm. El pelaje se compone de unas líneas largas y quebradizas que le dan un áspero aspecto. El colorido en ambas especies es pardo grisáceo. La taruca tiene una raya negra sobre el dorso del hocico que más adelante se bifurca en dirección a los ojos. La corta cola de esta especie es blanca, con una franja negra al lado externo; mientras que el huemul (H. visual US) solo es de este color la cara inferior.

## Cornamenta
La cornamenta de los huemules forma una horquilla, con ramificaciones desiguales a veces. La cuerna del taruca se ramifica encima de los pedúnculos, mientras que en el huemul esta ramificación se produce sobre un asta corta.

## Dientes
Tanto los machos como las hembras tienen los caninos del maxilar superior en forma de 30.

## Historia
Molina fue el primero en describir a un huemul; solo había visto a una hembra y creyó que se trataba de una especie de caballo. Por esta razón, cuando fue incorporado al escudo chileno junto con el cóndor, aparecía como si fuera un caballo con pies de rumiante. Posteriormente se le consideró como una especie de llama o bien de camello lo cual explica el porqué de que su nombre científico sea Hippocamelus, que quiere decir caballo - camello.

## Hábitat
Ambas especies de huemules viven fuera de las zonas arbóreas. La especie septentrional, el taruca habita en las regiones situadas por encima del límite de la vegetación arbórea, mientras que la especie meridional, el huemul, también puede habitar en las frías pampas más meridionales del continente, las que están desprovistas de árboles y son azotadas por los vientos. 
El huemul del norte o taruca en el Perú vive a altitudes por encima de los 3800 m s. n. m. y escala las montañas hasta llegar a los ventisqueros a 5000 m s. n. m. Siendo una de las pocas especies que habitan continuamente alturas mayores a los 4000 metros durante todo el año al igual que el Baral, el carnero marco polo Ovis ammon polii y el ciervo de Thorold. 
A diferencia del huemul del norte, durante el invierno, los huemules del sur van desplazándose desde las montañas hacia los valles, empujados por el descenso del límite de las nieves; en esta época llegan a ocupar las regiones forestales superiores, sobre todo de ciertas especies de hayas australes (Nothofagus).

## Forma de vida
Se reúnen en pequeñas manadas compuestas por un ciervo adulto, varias hembras y algunos animales jóvenes, que se trasladan de un lugar a otro con enorme seguridad, incluso en los terrenos más escarpados. La taruca, mientras huye, procura siempre ascender por la montaña. El huemul intenta salvarse de sus perseguidores lanzándose a algún lago dando un gran salto; los nativos aprovechan el tiempo en que los ciervos están en el agua para cazarlos y abatirlos. Se afirma que si el huemul es acosado por unos perros, se finge muerto. No se trata, posiblemente, de una reacción instintiva, sino de una paralización producida por el pánico.

## Crías
Las hembras paren un cervatillo, cuyo pelaje posee un colorido idéntico al de sus padres.

## Alimentación
Los huemules consumen hierba, vegetales y follaje de toda clase. Entre otras plantas les agrada comer la azucena incaica (Alstroemeria).

## Conservación
En Perú se encuentran las poblaciones más grandes y saludables de taruca pero consideradas como vulnerables principalmente debido a la amenaza de reducción de hábitat. En algunos países ambas especies están amenazadas de extinción. En Chile es muy probable que el huemul del norte o taruca exista ya solo en el parque Nacional de Manu; el huemul ha desaparecido ya del parque Nacional Nahuel Huapi de Argentina: los esfuerzos realizados por conseguir que volviera a aclimatarse han resultado infructuosos. Cabe la posibilidad de que el huemul viva aún en algunos lugares del sur de Argentina y del sur de Chile. El retroceso que han experimentado las poblaciones de huemules se debe a que se han introducido en sus territorios otras especies de ciervos - como el chital, el gamo y el ciervo común -, todas ellas procedentes de otros continentes.
En Perú, 

## Cautividad
Los huemules del sur vivieron en el parque zoológico de Berlín de 1931 a 1940, e incluso se reprodujeron allí. De todas formas escasean en los zoológicos. Tarucas se mantienen en cautiverio en algunos zoológicos del Perú.